# Ferdinand Piesen
Ferdinand Piesen (* 17. März 1909 in Krakau; † 26. September 1994 in Paris) war ein deutscher Komponist und Übersetzer.

## Leben
Er erhielt schon früh Klavier- sowie Orgelunterricht und besuchte zunächst die Bundeslehr- und Versuchsanstalt für Textilindustrie. Danach studierte er am Neuen Wiener Konservatorium bei Carl Lafite und Ernest Kanitz. Zusätzlich ergänzte er seine Studien bei Josef Polnauer (Analyse). Als Komponist trat er erstmals am 28. Januar 1930 öffentlich hervor, als zwei seiner Werke für Violine und Klavier von der Geigerin Hilde Rings im Wiener Konzerthaus aufgeführt wurden – Cantilene und Elegie. Ab 1934 komponierte Piesen für das Wiener Kabarett Literatur am Naschmarkt und schrieb die Musik zu so genannten „Mittelstücken“ von Autoren wie Lothar Metzl, Hans Weigel, Rudolf Weys, Jura Soyfer und Friedrich Torberg. Nach dem „Anschluss“ Österreichs wurde er von den Nationalsozialisten verfolgt und emigrierte 1938 nach Paris. Dort arbeitete er als Pianist des Jean-Weidt-Balletts und als Privatlehrer. Zudem nahm er Unterricht bei Max Deutsch, einem Schüler Arnold Schönbergs. Während der deutschen Besatzung wurde er inhaftiert und in verschiedenen Lagern interniert, zunächst im Stadion von Colombes, dann in den Lagern Meslay-du-Maine und Damigny, wo er auf die ebenfalls internierten Komponisten Max Deutsch und Marcel Rubin traf.
Nach Kriegsende blieb er in Frankreich und verdiente seinen Lebensunterhalt auch als Übersetzer. So übertrug er die ersten fünf Bände der Science-Fiction-Romanserie ZBV von Karl-Herbert Scheer ins Französische, außerdem 10 Perry-Rhodan-Bücher, die als Bände Nr. 38 bis Nr. 42 in Frankreich veröffentlicht wurden.

## Werke (Auswahl)

### Bühnenmusik
- Josua Graham oder Reichtum ist eine Last; Pimperloper (Text: Lothar Metzl), 1934[4]
- Marie oder Der Traum ein Film (Text: Hans Weigel), 1935[4][9]
- Die Wiener Festwoche des braven Soldaten Schwejk (Text: Rudolf Weys), 1935[4]
- Pinguine. Ein Polarnachtstraum (Text: Walter West alias Jura Soyfer, Fritz Tann alias Friedrich Torberg), 1936[5]

### Kammermusik
- Cantilene für Violine und Klavier 1930
- Elegie für Violine und Klavier 1930